# Hakamaii
Hakamaii es una comuna asociada de la comuna francesa de Ua-Pou que está situada en la subdivisión de Islas Marquesas, de la colectividad de ultramar de Polinesia Francesa.

## Composición
La comuna asociada de Hakamaii comprende una fracción de la isla de Ua Pou y los siete motus más próximos a dicha fracción:
| Comuna asociada de Hakamaii   |                  |                  |                    |
| Fracción de la isla de Ua Pou | Población (2012) | Superficie (km²) | Densidad (hab/km²) |
| Hakamaii                      | 565              | -                | -                  |
| Islotes                       | Población (2012) | Superficie (km²) | Densidad (hab/km²) |
| Kau                           | -                | -                | -                  |
| Kuara                         | -                | -                | -                  |
| Mouku                         | -                | -                | -                  |
| Papa                          | -                | -                | -                  |
| Takaae                        | -                | -                | -                  |
| Teko Ai                       | -                | -                | -                  |
| Vaiehu                        | -                | -                | -                  |

## Demografía
| Gráfica de evolución demográfica de Hakamaii entre 1977 y 2012 |
|                                                                |

Fuente: Insee